# Gössa Anders Andersson
Gössa Anders Andersson, född 20 maj 1878 i Orsa församling, Kopparbergs län, död 3 maj 1963 i Orsa församling, Kopparbergs län, var en svensk spelman. 

## Biografi
Gössa Anders Andersson föddes på Gössagården i Holen, son till häradsdomaren Gössa Anders Andersson d.ä. och Hassis Anna Larsdotter. Fadern hade på grund av det religiösa motståndet mot profan musik hindrats att själv lära sig spela instrument. Han bevarade dock traditionen genom att tralla de äldre låtarna som han hade lärt sig av sin gamla farmor som hade varit gift med den kända spelmannen Maklins Anders Hansson (1821–1857), och från och spelmannen Blecko Anders Olsson. Maklins syster var dessutom mormor till Gössa Anders d.ä.
Gössa Anders började som tio år gammal spela fiol, och sexton år gammal uppträdde han först som bröllopsspelman. Han fick sin första fiol och lärde sig grunderna av en snickare och instrumentmakare, Hans Renström, som hade sin verkstad på gården i Holen. Då började hans far sjunga låtar för honom, som han fick lära sig med alla drillar och ornament. Han spelade också althorn och klarinett i Orsa skyttegilles musikkår.
Gössa Anders spelade mycket tillsammans med spelmannen Jämt Olof Ersson. Paret väckte stor uppmärksamhet på Riksspelmansstämman på Skansen 1920, och även blev inspelad på fonograf av Yngve Laurell. Under senare år uppträdde han ofta tillsammans med sin dotter Gössa Anna Andersson.